# Culicoides lini
Culicoides lini är en tvåvingeart som beskrevs av Kitaoka och Tanaka 1985. Culicoides lini ingår i släktet Culicoides och familjen svidknott.
Artens utbredningsområde är Taiwan. Inga underarter finns listade i Catalogue of Life.